# Дворец (Житомирская область)
Дворец (укр. Двірець) — село на Украине, находится в Житомирском районе Житомирской области.
Код КОАТУУ — 1822086504. Население по переписи 2001 года составляет 534 человека. Почтовый индекс — 12447. Телефонный код — 412. Занимает площадь 0,067 км².

## Адрес местного совета
12444, Житомирская область, Житомирский р-н, с.Сингуры, ул.Ленина, 1